# Salon de Bruxelles de 1830
Le Salon de Bruxelles de 1830 est la huitième édition du Salon de Bruxelles, exposition périodique d'œuvres d'artistes vivants. Il a lieu en 1830, du 15 juillet au mois d'août, dans les anciens appartements du palais de Charles de Lorraine à Bruxelles, à l'initiative de la Société royale de Bruxelles pour l'encouragement des beaux-arts, sous la présidence de Charles-Joseph d'Ursel. Ce salon, qui ne comprend pas de concours et se limite à une exposition d'œuvres, est le dernier organisé avant que la Belgique ne devienne indépendante.

## Organisation

### Souscriptions
Comme pour les Salons précédents, des listes de souscriptions, engageant les destinataires à s'associer de la sorte au succès du concours de peinture et de sculpture sont envoyées et rencontrent un grand succès. Parmi les souscripteurs figurent Guillaume 1er, roi des Pays-Bas et ses deux fils, Guillaume prince d'Orange et le prince Frédéric. Deux listes de souscription sont présentées au Salon : la première destinée à l'inscription des nouveaux membres et la seconde pour une loterie, prévue à la fin du Salon au prix de cinq florins des Pays-Bas par lot.

### Contexte

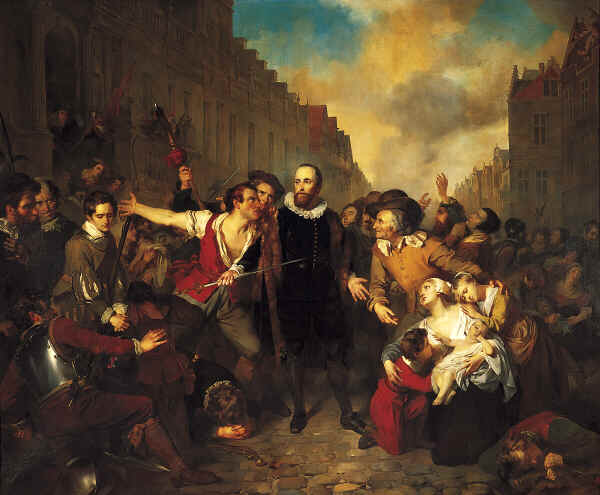
Le Dévouement du bourgmestre de Leyde de Gustave Wappers (1829), exposé concomitamment au salon de 1830.

Dans le climat d'effervescence qui règne à Bruxelles à l'encontre de l'autorité du royaume uni des Pays-Bas, la tenue du Salon de 1830 coïncide exactement avec la troisième exposition générale des produits de l'industrie nationale. L'exposition débute le 15 juillet 1830.
La nouvelle Grande Galerie venait d'ouvrir et de recevoir, entre autres, Le Dévouement du bourgmestre de Leyde de Gustave Wappers. Selon la revue La Renaissance, cette toile est le signal d'une réaction du principe national contre le principe étranger. Elle s'est attiré de vives critiques de son collègue François-Joseph Navez et deux camps se sont constitués. Cependant, en raison de son caractère patriotique belge, l'œuvre recueille un grand succès de foule car son exposition précède de peu la révolution belge qui éclate en septembre 1830. La Société royale pour l'encouragement des beaux-arts de Bruxelles, association organisatrice, décide de se retirer au vu du contexte insurrectionnel dans le royaume.

### Exposition
Le 25 août 1829, la Société royale de Bruxelles pour l'encouragement des beaux-arts décide d'ajourner le concours à l'année 1833, car le gouvernement n'a pas assigné de fonds pour l'acquisition d'œuvres dans le budget de 1830. Le Salon de 1830 se limite donc à une simple exposition, d'autant plus que sa tenue coïncide avec l'exposition des produits de l'industrie nationale.

### Catalogue
Le catalogue propose 692 numéros qui comprennent des tableaux d'histoire, des paysages, des scènes de genre, des sculptures, des maquettes d'architecture, des gravures, dessins et bustes en plâtre. 
Parmi exposants originaires des villes belges, figurent : Charles Baugniet, François-Antoine Bossuet, Charles Brias, Cornelis Cels, Erin Corr, Joseph De Cauwer, Édouard De Bièfve, Henri de Caisne, Jean Désiré de Fiennes, Jean-Baptiste de Jonghe, Jean Baptiste De Landtsheer, Edouard De Latour, Pieter-Frans De Noter, Félix De Vigne, Julien Ducorron, Ange François, Pierre Joseph Célestin François, Fanny Geefs, Guillaume Geefs, Jozef Geirnaert, Maximilien Lambert Gelissen, Gilles-Lambert Godecharle, Pierre-Jean Hellemans, Louis Jehotte, Adèle Kindt, Pierre Kremer, François Luckx, Ferdinand Marinus, Joseph Meganck, Joseph Moerenhout, François-Joseph Navez, Joseph Paelinck, Louis Ricquier, Théodore Schaepkens, Félicité Sommé, Henri Van Assche, Jean Baptiste Van Eycken, Ignace van Regemorter, Barthélemy Verboeckhoven, Charles-Louis Verboeckhoven, Eugène Verboeckhoven, François Verheyden, François Vervloet, Louis-Pierre Verwée, Barthélemy Vieillevoye, Henry Voordecker, Gustave Wappers, ou encore Abraham Johannes Zeeman. 
Le Salon compte aussi quelques artistes anglais (le sculpteur George Hewitt, les peintres Thomas Sidney Cooper et J C Barton), un Italien (Giuseppe Canella) et un Bavarois (Heinrich Bürkel), ainsi qu'un dessinateur parisien (Noël-Dieudonné Finart) et un peintre parisien (Alexis-Pierre Milon). De nombreux élèves de Joseph Paelinck et de François-Joseph Navez exposent leurs œuvres.
Plusieurs sujets picturaux et sculptés représentent les membres de la famille royale des Pays-Bas.

## Catalogue
- Catalogue, Explication des ouvrages de peinture, sculpture, architecture, gravure et dessin, exécutés par des artistes vivans, et exposés au Salon de 1830 à Bruxelles, Bruxelles, H. Remy, 1830, 70 p. (lire en ligne).